# Bathyctenidae
Bathyctenidae es una familia de ctenóforos dentro del orden Cydippida. Estos organismos marinos pertenecen al filo Ctenophora, caracterizado por su estructura gelatinosa y la presencia de filas de cilios llamados ctenas, que les permiten moverse en el agua.
La familia Bathyctenidae incluye un único género: Bathyctena, descrito por Mortensen en 1912.  Estos ctenóforos suelen habitar en aguas profundas y se distinguen por su morfología adaptada a la vida en el océano.